# 东嘎乡
东嘎乡（藏語：གདོང་དཀར་，威利转写：gdong dkar），是中华人民共和国西藏自治区日喀则市桑珠孜区下辖的一个乡镇级行政单位。

## 行政区划
东嘎乡下辖以下地区：
曲瓦村、赤村、卡妥村、达隆达村、达隆普村、达隆帕村、加沃岗村、藏东村、德贡村、卡达冲堆村、加切村、曲隆村、郎赤村、雪村、东热村、雪仲村、通列村、嘎沃村、江森村、色定村、普夏村、普奴村、觉姆宗村、卓贵村、拉古村、巴尼村、塘贝村和帕热村。